# محمد حسين أنصاري
محمد حسين أنصاري فيزيائي نظري متخصص في فيزياء الكم. في عام 2006، اقترح أن تأثيرات الجاذبية الكمية يمكن رؤيتها فوق إشعاع هوكينغ للثقب الأسود . وهو أول فائز بجائزة جون اتش برودي من معهد بيرميتر للفيزياء النظرية.

## الروابط الخارجية
- محمد أنصاري على بوابة البحث
- المدونة الرسمية: